# Faxaflói
Faxaflói ( PRONÚNCIA) é uma baía da Islândia .                    

Está situada no sudoeste da ilha; é banhada pelo oceano Atlântico Norte; tem 85 quilómetros de largura na foz e 68 quilómetros de comprimento; é limitada a norte pela península de Snæfellsnes e a sul pela península de Reykjanes.                 
Ao longo da sua costa, estão localizados os fiordes Borgarfjördur, Hvalfjörður e Kollafjörður.                
A capital Reykjavik fica na margem do fiorde Kollafjörður.

Está rodeada por vulcões em Reykjanes e em Snæfellsnes.
As suas águas são ricas em pesca de arenque e bacalhau, e os turistas procuram safaris de observação de baleias e aves marinhas.

## Galeria

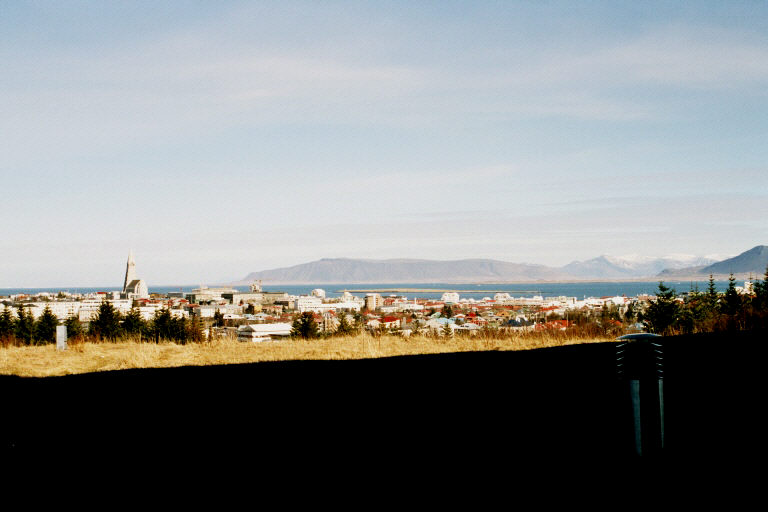
A cidade de Reiquiavique com a baía Faxflói ao fundo
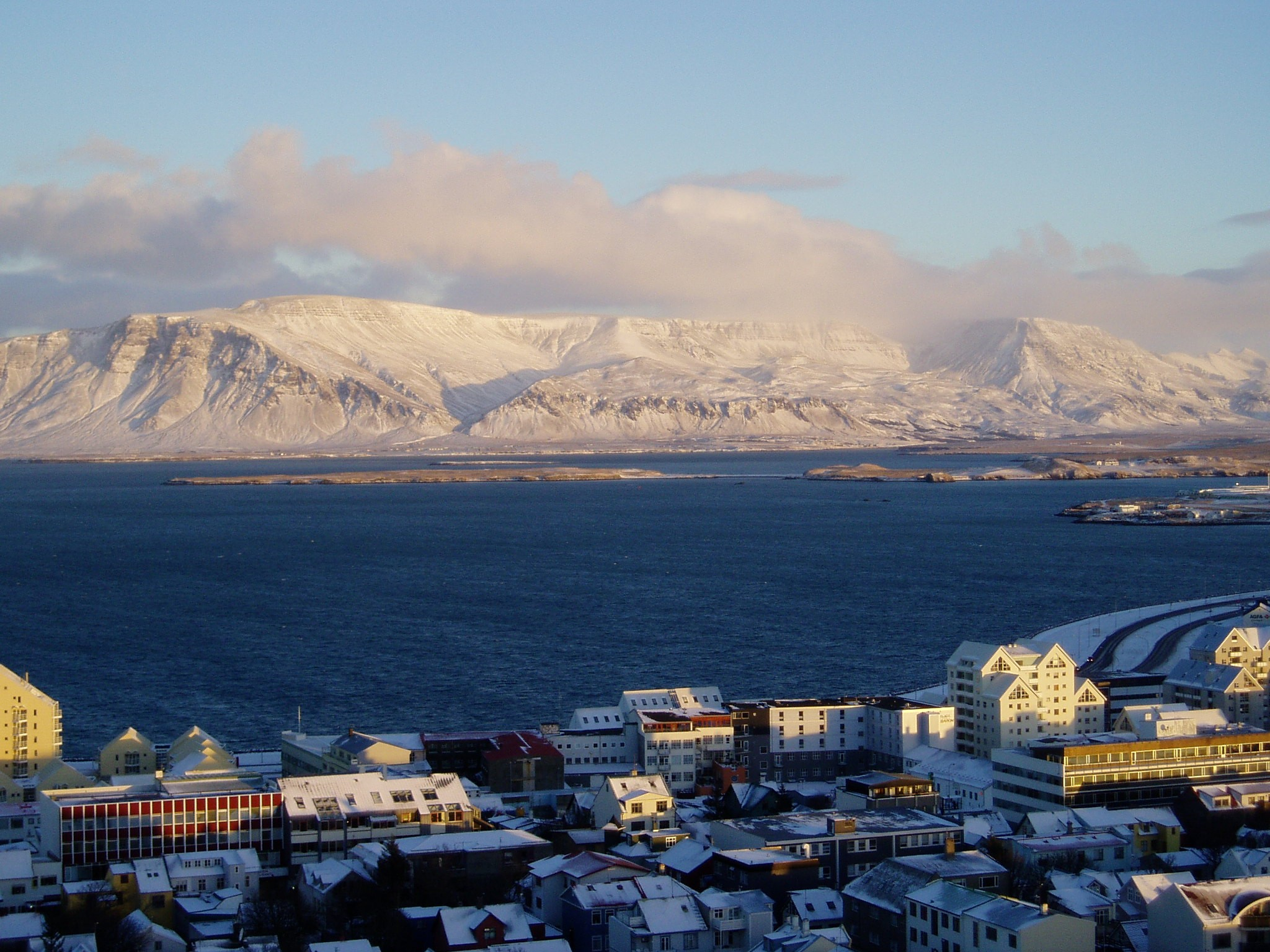
Reiquiavique e a baía Faxflói
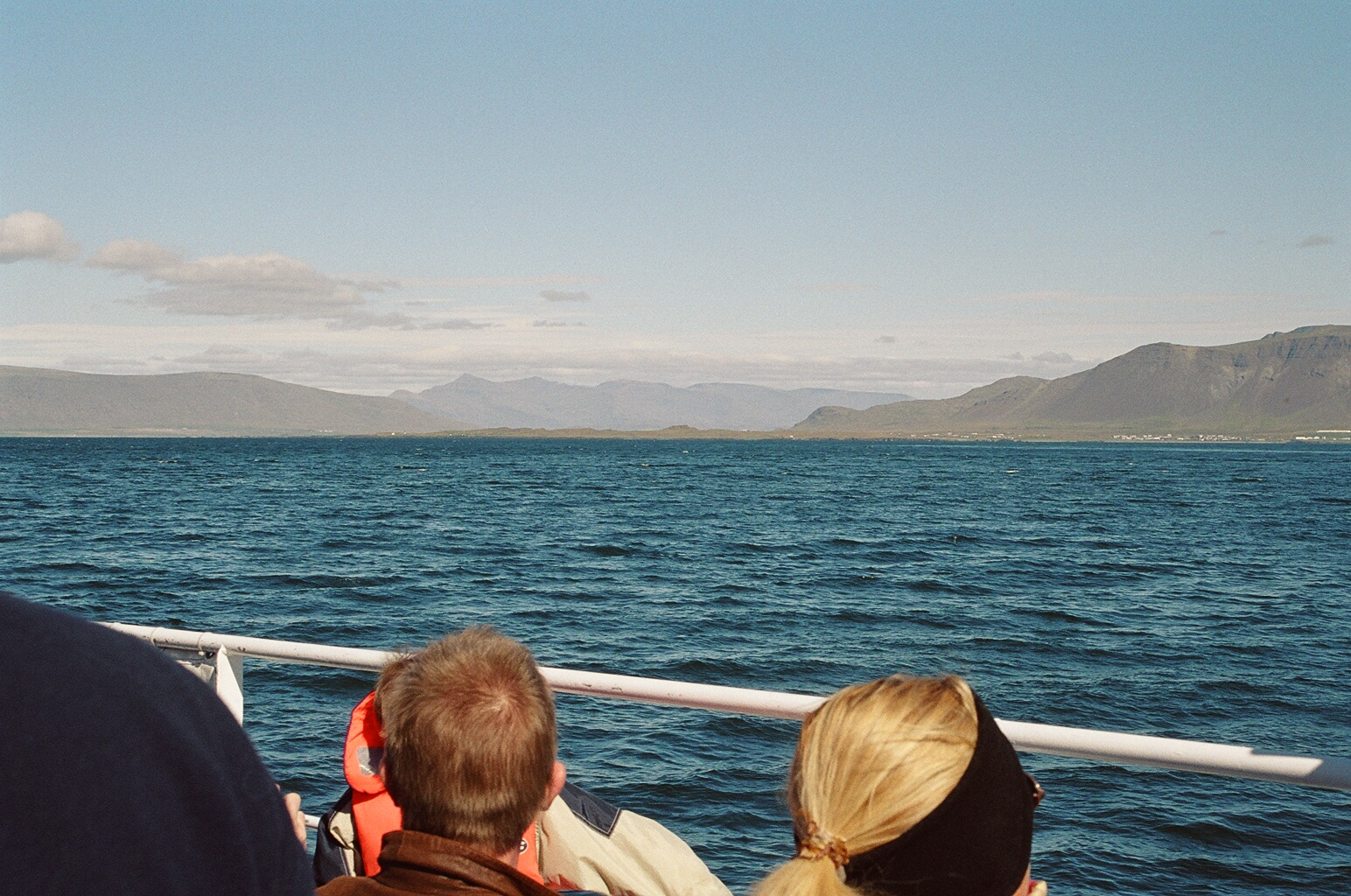
Passeio em Faxaflói
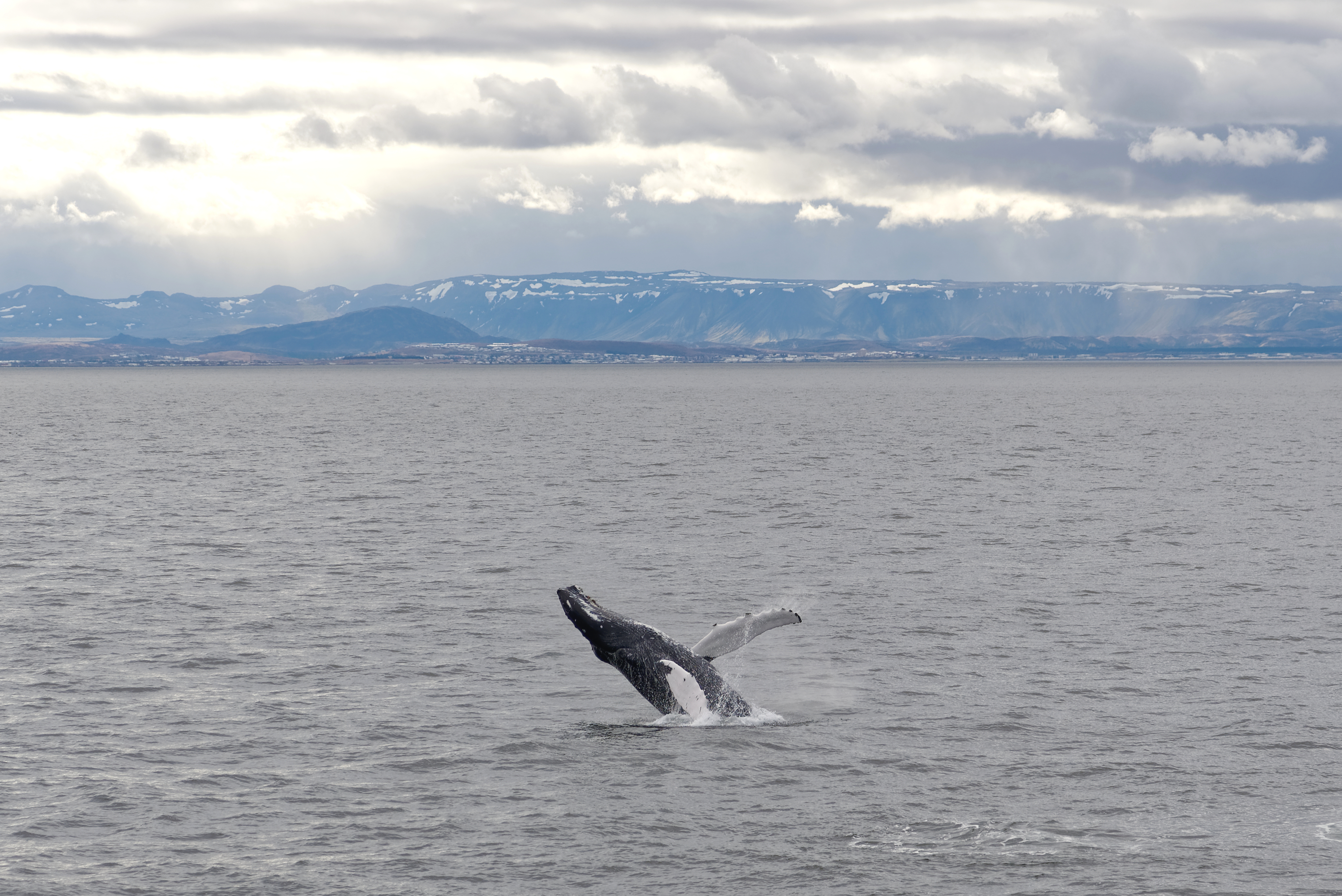
Baleia saltando fora da água